# Fraugde
Fraugde er en bydel i Odense med 1.991 indbyggere  (2024), beliggende ca. 9 km sydøst for selve Odense. Bydelen ligger i Odense SØ
I Fraugde finder man blandt andet Fraugde Kirke, som er en del af Fraugde Sogn, samt sædegården Fraugdegaard. Fraugde og de omkringliggende nabobydele og nabobyer blev første gang nævnt i en skriftlig kilde i 1397 og man betragter således dette som byens dåbsdato.  Ud mod Birkum ligger Hole Kilde, som er viet til Sankt Laurentius og som tidligere har været opsøgt af folk for sine helbredende egenskaber.  Fraugde Gymnastik- og Idrætsforening er endvidere tilknyttet bydelen.